# عدونی آده
عدونی آده بازیگر و مدل آمریکایی-نیجریه‌ای است. آده در تاریخ ۷ ژوئن در کوئینز، نیویورک توسط مادری آلمانی آمریکایی و از پدری نیجریه ای ساکن لاگوس متولد شد.

## سنین جوانی و تحصیلات
آده در منطقه کوئینز، نیویورک، درکشور ایالات متحده از مادری با تبار آلمانی-ایرلندی و پدری نیجریه ای یوروبا زاده شد.
وی بازیگر و مدل مد نالیوود می‌باشد. آده در سنین کودکی اش همراه با خانواده اش به کشور نیجریه برگشت تا در مراسم خاکسپاری جدش شرکت نماید. وی تا روزهای پایانی نوجوانی اش در ایالت لاگوس نیجریه رشد پیدا کرد و برای تحصیلات دانشگاهی خود به ایالات متحده مهاجرت کرد.
آده در مدرسه ابتدایی کریسلند، اوپبی، ایالت لاگوس مشغول تحصیل بود، محلی که نخستین کارنامه پایان تحصیلاتش را کسب کرد. آده آزمون ارشد گواهینامه مدرسه (اس اس سی یی) خودش را در مدرسه متوسطه جامع بلز، اوتا، ایالت اوگان کسب کرد.
پدر آده که در لاگوس مشغول زندگی است و همچنین یک تاجر موفق می‌باشد، او را برای تحصیل در رشته حسابداری تحریک نمود. آده در دانشگاه کنتاکی رشته حسابداری خوانده‌است. پیش از برگشتن به نیجریه، آده با ایالت کنتاکی در قسمت مسکن به عرضه کمک‌های زندگی، و همچنین ایالت مریلند در قسمت بیمه پزشکی مشغول به عرضه بیمه پزشکی (مدیکر و مدیکید) برای افراد محتاج بود.

## حرفه
آده پیش از اینکه به صنعت سرگرمی برود، در قسمت مسکن و بیمه در ایالات متحده خدمت می‌نمود. عدونی به مدلینگ فشن روی آورد و در مدل برتر بعدی آمریکا به نمایش گذاشته شد. بعد از برگشتن به نیجریه، وی نخستین نقشش را در نالیوود را با نقش آفرینی در فیلم زبان یوروبا «تو یا من» در سال ۲۰۱۳ کسب نمود.
فیلم کوتاه کمدی آده با اسم «تاریخ بد شد» که در سال ۲۰۱۴ در یوتیوب انشیار گردید، بیش از ۱۷۰٬۰۰۰ بازدید را ثبت کرد.
آده باز هم در چندین فیلم نظایر نالیوود به دو زبان انگلیسی و یوروبا، از غبیل موسیقی ویدیوهای سلطان صدا و شاهزاده یخی نقش آفرینی نموده‌است. در سال ۲۰۲۱ عدونی آده با شرکت تولید فیلم خودشرکت لو-الن کلارا با مسئولیت محدود وارد تولید فیلم گردید و نخستین فیلم خودش را به نام تهیه‌کننده اجرایی روح با حضور بازیگران نمونه کشور مثل فمی سولا سوبوواله، جیکوب، و اوتانوا، لطیف شاون فاکوا، شروع نمود. دیمجی. کارگردانی این فیلم بر عهده کایوده کاسوم بوده‌است. سوله در تاریخ ۲۶ نوامبر ۲۰۲۱ در سینماها اکران گردید و ۱۰٫۲ میلیون نایرا در پایان هفته بازگشایی و ۱۶ میلیون دره در هفته بازگشایی کسب کرد. بعد از گذشت ۹ هفته اکران در سینما، سووله توانست به ۵۱ میلیون نایرا در باکس آفیس کسب نماید و به ۱۰ فیلم ویژه نالیوود در سینماهای سال ۲۰۲۱ تبدیل گردد. آده همچنین نخستین جایزه یوروبا خودش را برای برجسته‌ترین بازیگر زن یوروبا برای پنجمین نسخه جوایز ثروت سرد کسب نمود.
آده جایزه استلا را از بنیاد روزنامه‌نگاری نیجریه به دلیل تلاش‌هایش در روایی فرهنگ نیجریه کسب نمود.
در سال ۲۰۱۷، عدونی آده سفیر برند او یو دی مجستیک گردید.
آده در سال ۲۰۱۸ نخستین فیلم یوروبای خودش را با اسم «امی می – روح من» به کارگردانی سهد بالوگون نوشت و تهیه نمود. در این فیلم ابراهیم چاتا، دماریون یانگ، سانکانمی اوموبولانله و سولا کوسوکو به ایفای نقش روی آورد.
بعد از این در همان سال، او یک فیلم درام یوروبای نظایری تحت عنوان: «آوا– زیبایی» به کارگردانی سعید بالوگون و ابراهیم چاتا، ینکا کوادری، کونله اومیسوره و تایو سوبولا را تولید نمود. آده در بیش از ۱۰۰ فیلم در نیجریه (هر ۲ در جنبه انگلیسی و یوروبی نالیوود) نقش آفرینی کرده‌است.

## زندگی شخصی
عدونی آده مادر ۲ پسر آیدن یانگ و داماریون یانگ می‌باشد. گرچه هرگز ازدواج نکرده بود، ولی آشکار نمود که بعد از منتخب نمودن سختی برای جدایی از پدرشان، به تک والد بودن ادامه خواهد داد.